# Johann Pachelbel
Johann Pachelbel (født 1. september 1653, død 3. marts 1706) var en tysk organist og barokkomponist.
Pachelbel øvede gennem sin kirkemusik stor indflydelse på Johann Sebastian Bach.
Han var en af de betydeligste repræsentanter for den protestantiske kirkemusik.
Selv om kammermusikken kun repræsenterer en mindre del af hans værker, har hans Canon og Gigue de seneste år vundet kolossal popularitet.
I sin levetid oplevede Pachelbel stor popularitet og havde mange elever, ligesom hans musik blev grundlaget for mange komponister i Syd- og Midttyskland. I dag er han mest kendt for sine sin værker Canon i D-dur, Chaconne i f-mol, Toccata i e-mol for orgel og Hexachordum Apollinis.

## Liv og gerning
Pachelbel blev født i en luthersk middelklassefamilie, hvor faderen Johann (Hans) Pachelbel (født 1613 i Wunsiedel) var vinhandler. Selve fødselsdagen er ikke kendt, men eftersom han blev døbt 1. september, må det have været i de sidste dage i august. Han fik tidligt musikalsk oplæring af musikeren Heinrich Schwemmer, som senere blev kantor i St. Sebaldus kirken (Sebalduskirche). Det er formodet, at han også fik undervisning af Georg Caspar Wecker, der var komponist og organist ved den samme kirke, men dette er ikke helt klart i kilderne. Under alle omstændigheder var begge vigtige inspirationskilder, begge havde deres uddannelse fra Johann Erasmus Kindermann, en af grundlæggerne af musikktraditionen i Nürnberg og selv en elev af Johann Staden.
Pachelbel skal tidligt have vist sjældne musikalske og akademiske evner. Han fik sin skolegang ved St. Lorenz Hauptschule og Auditorio Aegediano i Nürnberg, og fra juni 1669 var han student ved Universitetet i Altdorf, hvor han også blev organist i St. Lorenz kirche samme år. Økonomiske vanskeligheder tvang ham til at forlade universitetet efter knapt et år. Han fik imidlertid et stipendium i 1670 ved Gymnasium Poeticum i Regensburg, da skolemyndighederne var imponerede over hans evner og kvalifikationer, og han blev optaget udenfor skolens normale optagelse. Han fik også mulighed for at få undervisning udenfor skolen af Kaspar Prentz, som selv havde været student af Johann Kaspar Kerll, og det antages, at det var gennem Prentz, at Pachelbel udviklede sin interesse for samtidig italiensk musik og katolsk kirkemusik.
Ved siden af sit virke som komponist, var Pachelbel ansat som organist i Wien i Stephansdom (Stefansdomen) 1673–1677, i Eisenach ved hoffet hos hertugen af Johann Georg I. af Sachsen-Eisenach 1677–1678, i Erfurt i Predigerkirche 1678–1690, i Stuttgart ved hoffet i Württemberg 1690–1692, i Gotha byorganist 1692–1695 og i Nürnberg i Sebalduskirche fra 1695.

## Betydning
Pachelbels musik nød stor berømmelse i hans levetid; han havde mange elever og hans musik blev en model for komponisterne i det sydlige og centrale Tyskland. Han er i dag bedst kendt for sin Kanon i D-dur, selv om den ikke er så repræsentativ for resten af hans værker.
Pachelbels musik var hovedsagelig inspireret af sydtyske komponister som Johann Jakob Froberger og Johann Kaspar Kerll, de italienske musikerne Girolamo Frescobaldi og Alessandro Poglietti.
Som en komponist sent i barokken havde Pachelbel ikke så stor indflydelse på den videre udvikling indenfor denne retning eller på sene barokkomponister som Georg Friedrich Händel, Domenico Scarlatti og Georg Philipp Telemann. Men han øvede en indirekte indflydelse på Johann Sebastian Bach, da den unge Johann Sebastian fik oplæring af sin broder Johann Christoph Bach, som selv havde været elev hos Pachelbel. I tidlige koraler af Bach kan man finde spor efter Pachelbel, selv om nordtyske komponister som Georg Böhm, Dietrich Buxtehude og Johann Adam Reincken nok har været vigtigere i Bachs musikalske udvikling.
Pachelbel var den sidste store komponist fra musiktraditionen i Nürnberg og den sidste vigtige sydtyske komponist. Hans indflytelse er derfor især gået gennem hans elever, som Johann Christoph Bach, Johann Heinrich Buttstedt, Andreas Nicolaus Vetter, og hans to sønner Wilhelm Hieronymus og Carl Theodorus. Den sidstnævnte blev en af Europas første komponister, som flyttede til kolonierne i Amerika, og derved fik Pachelbel en indirekte indflydelse på den tidlige udvikling af amerikansk kirkemusik.
Mens meget barokmusik blev glemt efter, at denne retning blev fortrængt i løbet af 1700-tallet, har Pachelbels Kanon i D-dur overlevet gennem århundrederne og har siden 1970'erne fået en stor udbredelse, selv om dette var den eneste kanon, han skrev. Dette værk er blevet meget velkendt for et stort publikum som et af de mest kendte klassiske kompositioner. Det er indspillet i en række versioner og fremføres fortsat ofte. Dette nummer har ligeledes haft en stor indflydelse også indenfor nutidens populærmusik.

## Værker
- Kompositioner af Johann Pachelbel